# Вертякино
Вертякино — деревня в Дмитровском районе Орловской области. Входит в состав Горбуновского сельского поселения. 

## География
Расположена в 1,5 км к югу от Дмитровска по обоим берегам Страшновского ручья, в старину называвшегося Недомыцкий Колодезь. 

## История
Упоминается с 1-й половины XVII века среди селений Радогожского стана Комарицкой волости. По данным 1649 года деревня Вертякино, состоявшая из 20 дворов, была приписана к Моревскому острогу. Местные жители могли укрываться в этой крепости во время набегов крымских татар, а также должны были поддерживать её в обороноспособном состоянии. Как и в других селениях Комарицкой волости, до начала XVIII века местные жители были дворцовыми крестьянами. В 1711 году Вертякино входит в состав вотчины молдавского князя Дмитрия Кантемира, дарованной ему Петром I. Таким образом, местные жители на полтора века оказываются в крепостной зависимости.
С 1782 года в Дмитровском уезде (в составе Балдыжской волости). 
В 1860 году деревней владела помещица Анна Александровна Микульшина. Ей принадлежало 50 дворов, в которых проживало 134 крестьянина и 118 дворовых мужского пола. Из числа дворовых 2 кучера и 1 повар получали содержание, прочие же получали усадебную, пахотную и сенокосную землю и выполняли господские работы наравне с крестьянами. При деревне имелось 500 десятин пахотной земли, часть из которой использовалась под сенокос. Сена накашивалось по 150 пудов на тягло.
В 1866 году в бывшей владельческой деревне Вертякино был 41 двор, проживало 472 человека (223 мужского пола и 249 женского), действовала маслобойня. Через деревню проходила дорога из Дмитровска в слободу Михайловку. В 1897 году в Вертякино проживал 441 человек (204 мужского пола и 237 женского).
В начале XX века Вертякино числилось уже в составе Соломинской волости Дмитровского уезда. До Октябрьской революции 1917 года население деревни было приписано к Троицкому собору города Дмитровска.
В Первой мировой войне участвовали жители Вертякина: Азарцев Андрей Семёнович (?—1916), Аленин Михаил Эмануилович, Гапонов Александр Михайлович, Гапонов Гавриил Сергеевич (1877), Гапонов Иван Михайлович, Глотов Иван Егорович, Глотов Павел Михайлович, Егоров Иван Григорьевич, Ивакин Дмитрий Иванович, Игнатушин Николай Егорович, Кабанов Пётр Ильич, Кудряшев Кузьма Ионович (1885), Ланцов Василий Иванович, Ланцов Илья Ильич, Ланцов Кузьма Ильич (1890), Матюнин Григорий Николаевич, Прокудин Павел Максимович, Тарелкин Василий Ильич (1885), Филатов Дмитрий Иванович, Фролов Василий Никитич, Шилов Андроник Петрович, Шилов Василий Петрович, Шилов Иван Ильич, Юткин Василий Иванович.
В 1926 году в деревне было 74 двора, проживало 316 человек (140 мужского пола и 176 женского). В то время Вертякино было административным центром Горбуновского сельсовета Лубянской волости Дмитровского уезда. С 1928 года в составе Дмитровского района. В 1937 году в Вертякино было 66 дворов. Во время Великой Отечественной войны, с октября 1941 года по август 1943 года, находилась в зоне немецко-фашистской оккупации. По состоянию на 1945 год в деревне действовал колхоз «Ударник».

## Население
| 1866 | 1926 | 1979 | 2002 | 2010 |
| ---- | ---- | ---- | ---- | ---- |
| 472  | ↘316 | ↘125 | ↘73  | ↘58  |